# Starý Dvůr (Třemošnice)
Starý Dvůr je vesnice, část města Třemošnice v okrese Chrudim. Nachází se asi 2 km na východ od Třemošnice. Prochází zde silnice II/337. V roce 2009 zde bylo evidováno 107 adres. V roce 2001 zde trvale žilo 97 obyvatel.
Starý Dvůr je také název katastrálního území o rozloze 1,19 km2.